# Musée gouvernemental de Madras

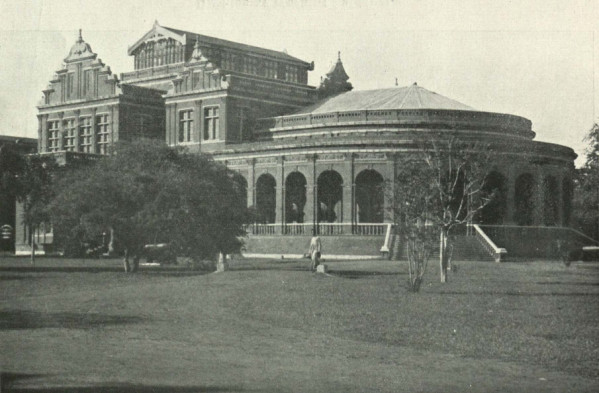
La rotonde en 1905.

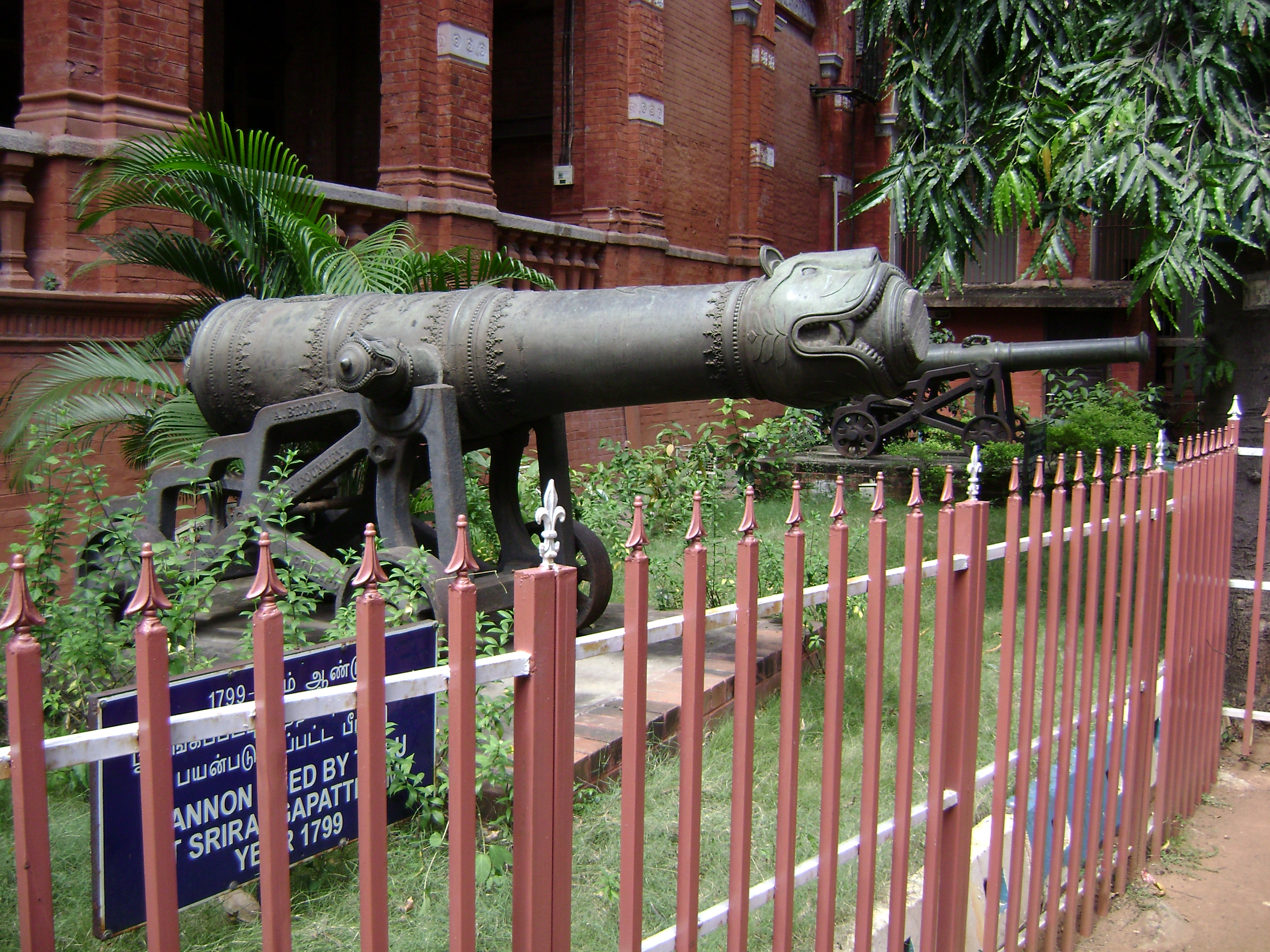
Canon à l'entrée.

Le musée gouvernemental de Madras (Tamoul : அரசு அருங்காட்சியகம், சென்னை (Arachu Arunkatchiyakam, Chennai), anglais : Government Museum, Chennai) est le second plus ancien musée d'Inde, après l'Indian Museum de Calcutta. Il est situé dans la ville de Madras, au Tamil Nadu, plus précisément sur le Pantheon Road à Egmore.

## Historique

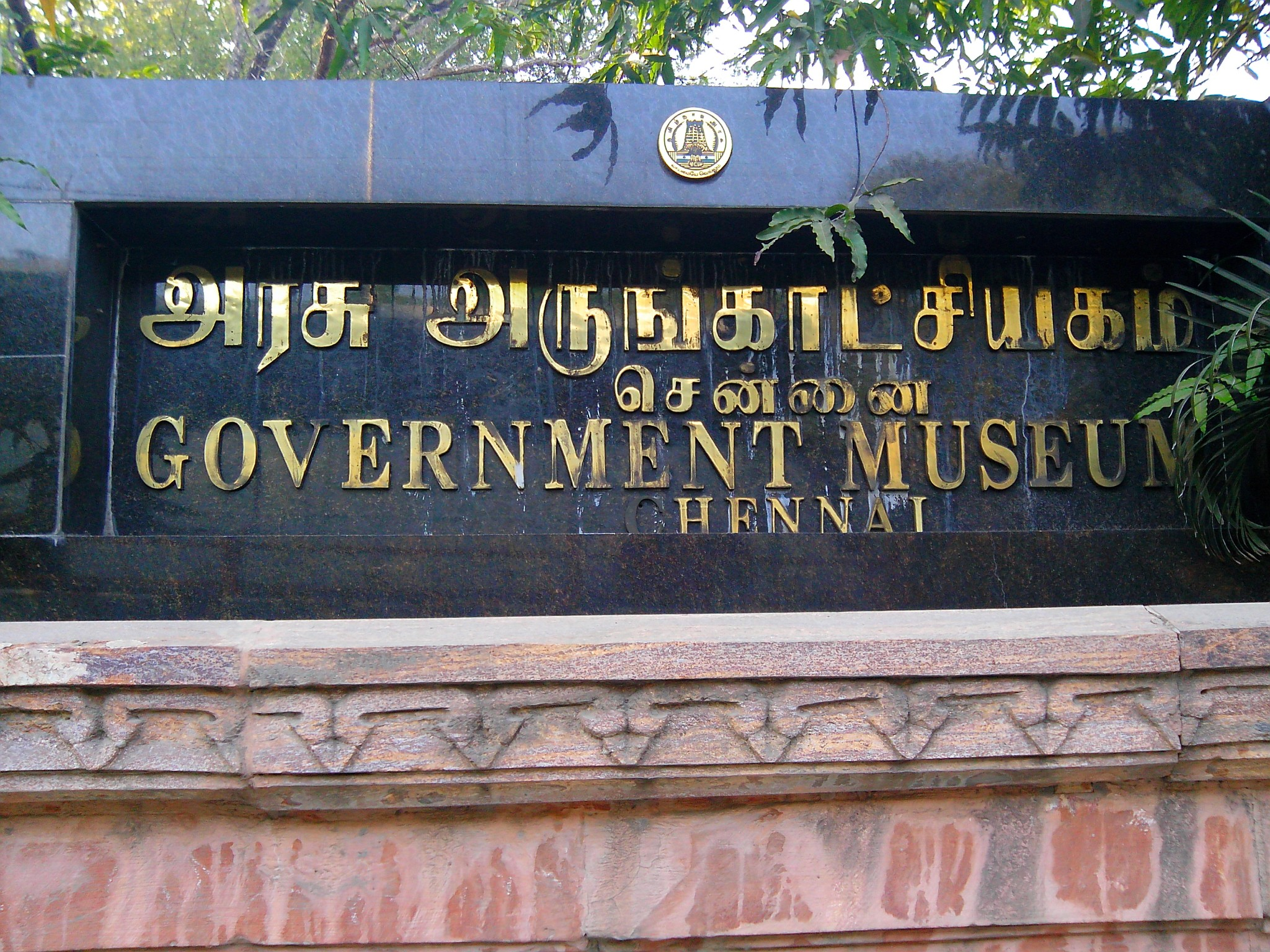

Le musée a été créé en 1851 à Nungambakkam ; il prit sa place au site actuel en 1854.  Il y avait aussi un zoo de 1855 à 1863.

## Bâtiments
Le musée est l'un des centres de conservation pour la Mission nationale pour les manuscrits de l'Inde.